# (260886) Henritudor
(260886) Henritudor ist ein Asteroid des äußeren Hauptgürtels, der vom englisch-luxemburgischen Astronomen und Musiker Matt Dawson am 31. August 2005 am französischen Observatoire des Côtes de Meuse (IAU-Code 216) entdeckt wurde. Das Observatorium befindet sich in Viéville-sous-les-Côtes, Gemeinde Vigneulles-lès-Hattonchâtel, nicht weit von der luxemburgischen Grenze entfernt.
Die Sonnenumlaufbahn des Asteroiden ist mit mehr als 26° stark gegenüber der Ekliptik des Sonnensystems geneigt. Er hat mit einer Albedo von 0,041 (±0,018) eine sehr dunkle Oberfläche.
(260886) Henritudor wurde am 27. Januar 2013 nach dem luxemburgischen Ingenieur und Erfinder Henri Tudor (1859–1928) benannt, dem Erfinder des ersten brauchbaren Bleiakkumulators.